# Verdi : histoire anecdotique de sa vie et de ses œuvres

Verdi : histoire anecdotique de sa vie et de ses œuvres est une biographie du compositeur d'opéras de la période romantique Giuseppe Verdi publiée en 1886 par le critique musical Arthur Pougin.

## Historique
En 1877-1878, Arthur Pougin publie, sous forme de feuilleton, dans Le Ménestrel, une biographie de Giuseppe Verdi sous le titre de Verdi. Souvenirs anecdotiques. En 1881, Giulio Ricordi, qui a recueilli un épisode dicté par le compositeur le 19 octobre 1879, publie, sous le titre de Vita aneddotica di Giuseppe Verdi, la traduction en italien de la biographie de Pougin, augmentée et annotée par Jacopo Caponi, sous son pseudonyme de Folchetto. Pougin publie à nouveau sa biographie du compositeur en 1886 chez Calmann Levy sous le titre de Verdi : histoire anecdotique de sa vie et de ses œuvres en empruntant cette fois les ajouts de Folchetto. Le récit de la composition de Nabucco que Verdi fit à Ricordi, s'il contient des éléments admis, est par ailleurs aussi sujet à caution que celui que Michele Lessona a rédigé sous le contrôle du musicien,  et contredit par les relations à Giuseppe Demaldè et Ercole Cavalli, plus proches de cette époque.

## Structure
Publiée du vivant du compositeur, c'est avec les Cenni biografici del maestro di musica Giuseppe Verdi (1853) de Giuseppe Demaldè, les Biografías artísticas contemporáneas de los célebres José Verdi, maestro de música y Antonio Canova, escultor (1857) d'Ercole Cavalli et le chapitre consacré à Verdi du Volere è potere (1869) de Michele Lessona, l'une des premières biographies de Verdi et la première en français.
- I. Naissance de Verdi. — Son père, simple locandiere. — Sa sagesse précoce. — Comment lui vient son amour pour la musique. — Ses premières études avec l'organiste de son village. — Il devient organiste lui-même. — On l'envoie à Busseto, où il trouve un protecteur
- II. Verdi employé chez Barezzi. — Son nouveau maître, l'organiste et maître de chapelle Provesi. — Ses progrès rapides. Il commence à composer. — Il obtient une bourse pour aller continuer ses études à Milan
- III. Arrivée à Milan. — Verdi se présente au Conservatoire, où il n'est pas reçu. — Il devient élève de Lavigna, chef d'orchestre du théâtre de la Scala. — Il écrit des marches, des ouvertures, des cantates, etc
- IV. Mort de Provesi. — Verdi retourne à Busseto, pour prendre sa succession. — Singulière histoire. Guelfes et Gibelins musicaux. — Premiers succès de Verdi. — Il devient amoureux de la fille de son protecteur Barezzi, et demande sa main, qui lui est accordée. — Son mariage. — Après un nouveau séjour de trois années à Busseto, il retourne à Milan, avec sa femme et ses deux enfants
- V. Installation à Milan. — Verdi chef d'orchestre de la Société philodramatique. — Son premier opéra, Oberto di San-Bonifacio, représenté avec succès à la Scala. — Il s'engage à écrire trois autres ouvrages pour ce théâtre. On lui confie le livret d'un opéra bouffe, un Giorno di regno. Tandis qu'il s'occupe de cet ouvrage, il tombe malade ; puis, à peine guéri, il perd coup sur coup ses deux enfants et sa femme. — Son désespoir. — Représentation et fiasco d'un Giorno di regno. — Verdi veut renoncer au théâtre, malgré les instances de Merelli, directeur de la Scala. — Après bien des refus, il se décide, sur la prière de celui-ci, à écrire un nouvel opéra. Nabucco, Succès éclatant
- VI. I Lomhardi, quatrième ouvrage de Verdi représenté à la Scala. Premières diiïïcultés avec la censure. — Nouveau triomphe. — Verdi se trouve placé à la tète du mouvement musical itatien. — Ernani à Venise. Son succès. Caractère politique de la musique de Verdi. Elle excite le patriotisme des Italiens asservis. — I Due Foscari à Rome. — Giovanna d'Arco à Milan. Une artiste admirable : Erminia Frezzolini. — Alzira à Naples ; Attila à Venise ; Macbeth à Florence. — Ce dernier ouvrage est plus heureux que les précédents. Tous excitent la fibre nationale, enflamment les cœurs et soulèvent l'enthousiasme populaire
- VII. Jérusalem (I Lombardi) à Paris. Dernière création de Duprez à l'Opéra. — I Masnadieri à Londres. — Chute de cet ouvrage. — Verdi écrit à Paris il Corsaro et la Battaglia di Legnano. Il Corsaro est représenté sans succès à Trieste ; la Battaglia di Legnano à Rome. — C'est encore à Paris qu'il écrit Luisa Miller dont la représentation a lieu à Naples. — Difficultés au sujet de cet opéra. Verdi et les Napolitains. Nouveau succès
- VIII. Stiffelio à Trieste. — Rigoletto à Venise. Immense succès. La canzone du duc de Mantoue. Une aventure du poète Piave. Victor Hugo et Verdi. — Triomphe d'Il Trovatore à Rome, en Italie et en Europe. — La Traviata. Fiasco solennel de cet ouvrage à Venise. Lettre de Verdi à ce sujet. Après une année, et quelques modifications apportées à l'œuvre, elle se relève avec éclat et parcourt une carrière brillante. — Jugement d'un critique italien sur la Traviata.
- IX. Premier ouvrage écrit expressément par Verdi pour la scène française. — L'Opéra ; les Vêpres siciliennes ; Sophie Cruvelli. Conduite légère d'une forte chanteuse. Une fugue non musicale, qui devient une affaire d'État. Représentation des Vêpres. Demi-succès. — Cinquième opéra de Verdi à Venise. Simon Boccanegra. Il ne reçoit qu'un accueil réservé. — Stiffelio transformé en Aroldo, et représenté à Rimini, sans plus de succès. — Un Ballo in maschera, La politique et le théâtre. — Verdi et l'intendant général des théâtres royaux de Naples. L'opéra nouveau ne pouvant être joué en cette ville, on le transporte à Rome. Nouvelles difficultés. Changements imposés par la censure. Un roi n'a pas le droit d'être assassiné en scène. Un Ballo in maschera est enfin représenté. Son succès. — La Forza del Destino à Saint-Pétersbourg. Elle n'obtient qu'un accueil courtois.
- X. Carrière politique de Verdi. Un nom symbolique et révolutionnaire. Viva V.E.R.D.I. — Un musicien et un ministre : Verdi et Cavour. — Verdi, député de Parme, puis sénateur du royaume d'Italie. — Médiocre législateur. — L'Inno delle Nazioni à Londres. Internationalisme musical
- XI. Don Carlos, deuxième opéra français de Verdi. — Verdi et Dantan. Buste du compositeur italien par le sculpteur français. Vers de Méry. — Un opéra inédit en Égypte. Aida. Histoire de ce chef-d'œuvre. — Mariette-Bey ; M. Camille du Locle ; M. Ghislanzoni. — Le Caire, Milan, Paris. Une lettre de Verdi. Triomphe de l'œuvre nouvelle. Une réclamation originale et un auteur débonnaire
- XII. La messe de Requiem pour l'anniversaire de la mort de Manzoni. Son origine. Nouvelles lettres de Verdi. Exécution du Requiem à Milan, puis à Paris. — Aida au Théâtre-Italien de Paris, et ensuite à l'Opéra
- XIII. Un compositeur toqué. M. Vincenzo Sassaroli. Gageure et défi d'un nouveau genre. « Vous avez peur ! » L'incident n'a pas de suites
- XIV. L'homme derrière l'artiste. — Verdi à Sant'Agata. Sa vie retirée. L'emploi de ses journées. Agriculteur, éleveur, campagnard. — Souvenirs
- XV. Quelques lettres de Verdi. — Caractère artistique du maître. Ses opinions, ses doctrines en matière d'art, de théâtre et d'éducation musicale. — Portrait de Verdi par Guerrazzi